# Dirk Kempthorne
Dirk Arthur Kempthorne (* 29. října 1951, San Diego, Kalifornie) je americký politik za Republikánskou stranu. V letech 2006–2009 působil v administrativě prezidenta George W. Bushe, v níž zastával post ministra vnitra.
Předtím v letech 1993–1999 působil jako senátor za stát Idaho v Senátu USA a posléze v letech 1999–2006 jako guvernér Idaha.